# 智頭町立土師小学校
智頭町立土師小学校（ちづちょうりつ はじしょうがっこう）は、かつて鳥取県八頭郡智頭町埴師にあった公立小学校。
2012年4月に智頭町内の小学校6校が智頭町立智頭小学校に統合されるのに伴い、同年3月25日をもって閉校された。

## 沿革
- 1875年（明治8年）2月 - 山根学校を開設[1]。
- 1882年（明治15年）9月 - 智頭学校山根分校となる。
- 1887年（明治20年）4月 - 山根分校が山根簡易小学校となる。埴師簡易小学校を開設。
- 1890年（明治23年）3月 - 埴師簡易小学校が山根簡易小学校を統合し、埴師尋常小学校を開設。
- 1907年（明治40年）2月 - 土師尋常小学校と改称。
- 1909年（明治42年）4月 - 高等科を設置し、土師尋常高等小学校と改称。
- 1941年（昭和16年）4月1日 - 国民学校令により土師国民学校と改称。
- 1947年（昭和22年）4月1日 - 学制改革により智頭町立土師小学校と改称。
- 2012年（平成24年）3月25日  - 閉校式挙行。

## 進学先中学校
- 智頭町立智頭中学校

## アクセス
- 智頭駅前：智頭町民すぎっ子バス那岐線「塩田」下車。
- JR因美線 土師駅から1km。